# Nationalpark Serra do Cipó
Der Nationalpark Serra do Cipó ist ein seit 1984 bestehender Nationalpark im Bundesstaat Minas Gerais in Brasilien und hat eine Größe von 31.010 Hektar.

## Beschreibung
Ein Eingang zum Park liegt etwa 90 km nordöstlich der Hauptstadt Belo Horizonte an der Staatsstraße MG-010 an der durch den Rio Cipó markierten Grenze zwischen den Gemeinden Jaboticatubas und Santana do Riacho. Der Nationalpark ist Teil der Serra do Espinhaço. Die Flora wird durch die Gras- und Strauchflächen, den Campos de Altitude, beherrscht. Man findet jedoch auch Orchideen, Bromelien und Kakteen.
Die Fauna enthält einige endemische Arten, wie den Grünmaskenkolibri (Augastes scutatus), aber auch Sumpfhirsche (Blastoceros dichotomus), Ozelote und Ameisenbären. Die Haut des Pyjamafroschs (Hyla cipoensis) (brasilianisch: Sapo de pijama) enthält ein tödliches Sekret.
Mehrere Wasserfälle, wie der Cachoeira de Farofa, und der Canyon das Bandeirantes können erwandert werden. Im Park befinden sich an mehreren Stellen prähistorische Felsbilder aus der Zeit um 12.000 vor Christus, die neben anthropomorphen Darstellungen auch die Körper von Dreifinger- und Zweifinger-Faultieren in rostroter Farbe zeigen. Führungen erfolgen mit den örtlichen Rangern.

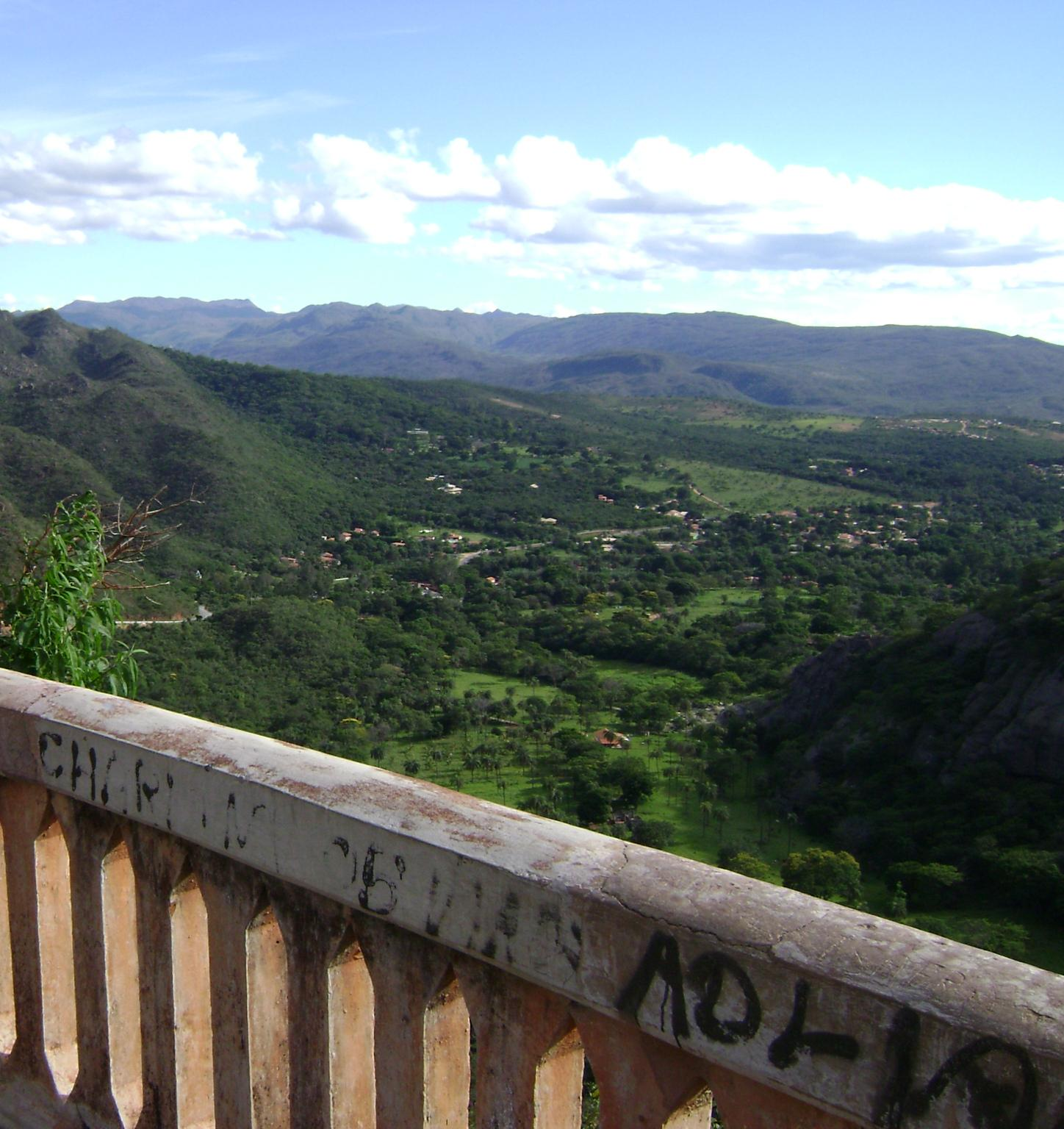
Blick über den Nationalpark von der Fernverkehrsstraße MG-010

## Zwischenfälle
Am 31. Mai 1954 wurde eine Douglas DC-3/C-47A-80-DL der Transportes Aéreos Nacionales (Brasilien) (Luftfahrzeugkennzeichen PP-ANO) gegen den Berg Cipo in der Bergkette Serra do Cipó geflogen. Die Piloten waren 48 Kilometer von der vorgeschriebenen Route abgewichen und flogen unterhalb der Sicherheitsflughöhe. Durch diesen CFIT (Controlled flight into terrain) wurden alle 19 Insassen getötet, vier Besatzungsmitglieder und 15 Passagiere.